# ASG Vorwärts Plauen
Die ASG Vorwärts Plauen war in der DDR eine Armeesportgemeinschaft aus Plauen. Die Fußballabteilung war von 1974 bis 1989 aktiv.

## Sektion Fußball
Vorwärts Plauen wurde mit der Verlegung der thüringischen ASG Vorwärts Meiningen nach Plauen im Jahr 1974 gegründet. Die Sachsen übernahmen auch die Spielklasse und traten ab der Spielzeit 1974/75 in der DDR-Liga an. Während die ASG in Meiningen durchaus beliebt und zuschauerträchtig war, trat mit der Verlegung nach Plauen das Gegenteil ein. Vorwärts Plauen wurde im Vogtland nie wirklich akzeptiert, was auch mit der Trägerschäft durch die Offiziershochschule der Grenztruppen der DDR „Rosa Luxemburg“ zu tun hatte. Die ASG profitierte hauptsächlich von im Wehrdienst stehenden Oberligaspielern, welche sich später beim  FC Vorwärts Frankfurt (Oder) wiederfanden.
Auf sportlicher Ebene war die ASG Vorwärts Plauen in der Zeit ihres Bestehens recht erfolgreich und konnte sich die nächsten sieben Spielzeiten in der Liga etablieren. Der Kader war dabei phasenweise so gut, dass die zweite ASG-Vertretung zwei Spielzeiten in der drittklassigen Bezirksliga Karl-Marx-Stadt spielte. 1981 scheiterte Plauen am Liga-Klassenerhalt an Lokomotive Dresden nur knapp, und stieg gemeinsam mit der TSG Lübbenau in die Bezirksliga Karl-Marx-Stadt ab. In der Bezirksligasaison 1981/82 stellten die Vogtländer gleich einen Rekord auf, mit 40:0 Punkten gewannen sie ohne Punktverlust die Bezirksmeisterschaft. Nachdem das entscheidende Aufstiegsspiel gegen Motor Zschopau gewonnen wurde, war die erneute Rückkehr in die Zweitklassigkeit perfekt. Die Liga hielt Plauen aber nicht mehr, die Vogtländer stiegen in der Saison 1982/83 mit Lok Cottbus und Fortschritt Neustadt postwendend wieder ab.
Vorwärts Plauen konnte zwar die Bezirksligastaffel in der Saison 1983/84 noch einmal gewinnen, scheiterte aber im Endspiel an der zweiten Vertretung des FC Karl-Marx-Stadt. In der Folgesaison 1984/85 machten sich die drastischen Sparmaßnahmen der übergeordneten Armeesportvereinigung Vorwärts bemerkbar. Durch die Verlegung der Offiziershochschule an den Standort Suhl war nicht mehr der qualitativ notwendige Kader vorhanden, so dass im Anschluss an die Saison die Mannschaft aus dem Spielbetrieb im Bezirk zurückgezogen wurde und die ASG nur noch im Kreismaßstab auftrat. 1987 machten sich bereits erste Auflösungserscheinungen bemerkbar. Teile der Mannschaft wechselten zum Lokalrivalen Motor/Wema Plauen. Im Zuge der politischen Wende 1989 wurde Vorwärts Plauen gänzlich vom Spielbetrieb zurückgezogen und aufgelöst.

## Statistik
- Teilnahme DDR-Liga: 1974/75 bis 1980/81, 1982/83
- Teilnahme FDGB-Pokal: 1975/76 bis 1983/84
- Ewige Tabelle der DDR-Liga: Rang 28 (Daten von Vorwärts Meiningen mit eingerechnet)

## Ehemalige Spieler
- Harald Mothes
- Lutz Otto
- Andreas Thon
- Karl-Heinz Wienhold